# آلوئیس واخا
آلوئیس واخا (آلمانی: Alois Wacha؛ زادهٔ ۱۰ ژوئن ۱۸۸۸) دوچرخه‌سوار اهل اتریش است. وی در بازی‌های المپیک تابستانی ۱۹۱۲ شرکت کرده است.